# スペースノア級万能戦闘母艦
スペースノア級万能戦闘母艦（スペースノアきゅうばんのうせんとうぼかん）とはスーパーロボット大戦ORIGINAL GENERATIONシリーズに登場するバンプレストオリジナルの架空の宇宙戦艦である。
以下、英字名称のあるものは北米版『OG』における表記。国内版と北米版『OG』で名称が異なるものは（日本版 / 北米版）の順に表記する。

## 概要
EOTを用いて建造されており、大気圏内の飛行、水中潜行、外宇宙航行をもこなす。設計思想はISA構想に基づいており、戦艦としての戦闘力と機動兵器の母艦としての能力を併せ持つ万能戦艦である。テスラ・ドライブによって空中浮揚し、推進力はメイン・補助あわせて16基のロケットエンジンでまかなう。オーバーブースト機能を備えており、カタパルトやブースターの類を用いずに単独で大気圏離脱が可能。
当初はその建造目的が「地球脱出用」と「地球防衛用」の正反対の意見に割れており、その両方を満たすためもあって艦体は建造しやすいブロック構造を採用しており、艦首部分は必要に応じて様々なオプションと交換が出来るなど戦艦らしからぬ柔軟性を持つ。代表的な艦として追加カタパルトデッキを装備したシロガネ、トロニウム・バスターキャノンを装備したハガネ、超大型回転衝角を装備したクロガネが挙げられる。
試作艦であるスペースノアを含めて4隻が完成している。また、シロガネと同仕様の肆番、伍番、陸番艦が月面において建造中であり、ダイテツはテツヤをそのいずれかの艦長にしようと考えていた。
艦橋内のデザインはOVA版と『DW』および『OGs』版とで異なる。OVA版では機器やオペレーター席がコンパクトにまとめられているが、『DW』や『OGs』版では間隔や空間が広く取られている。なお、いずれにもCIC(CDC)は存在せず、艦橋がそのまま戦闘指揮所となっている。

## シロガネ
スペースノア級万能戦闘母艦の壱番艦。当初からEOT特別審議会の管理下に置かれていた。格納庫やカタパルトデッキの機能を持つ艦首モジュールを装備し、機動兵器の搭載量に優れる。その高い能力から、作中では連邦艦隊の旗艦として運用されていた模様。軍でのコールサインは「プラチナム1」。
船体の色は白・青系。ハガネやクロガネと異なり、主翼を後方に折り畳んでいるのも特徴。
艦首モジュール
- 追加格納庫兼カタパルトデッキ

搭載機
地球連邦軍所属時
- アルトアイゼン
- ヴァイスリッター
- ヒュッケバインMk-II
- アンジュルグ

シャドウミラー所属時
- スレードゲルミル
- ヴァイスセイヴァー
- ソウルゲイン
- ヴァイサーガ
- ツヴァイザーゲイン
- ラーズアングリフ
- アシュセイヴァー
- 量産型ゲシュペンストMk-II
- 量産型アシュセイヴァー
- 量産型ジガンスパーダ
- エルアインス
- ランドグリーズ
- MHT-27 フュルギア
- A-12 ソルプレッサ

### 劇中での活躍
OG
南極事件においてシュウの反乱により、グランゾンの攻撃を受け大破。その後シュトレーゼマンたちEOT特別審議会のメンバーが地球を脱出するためレンジ・イスルギによって修復されたが、エアロゲイターについたイングラムの意向により反戦派を一掃するため、ヴィレッタによって艦橋のみを破壊される。最大攻撃力はハガネやクロガネに劣るが、EN回復（中）を有する。
OG2
リー・リンジュン中佐指揮のもとDC残党掃討の任につくが、シャドウミラーに奪取され彼らの母艦となった。指揮はシャドウミラーの思想に共鳴したリーが引き続き執る。オペレーション・プランタジネットにおけるラングレー攻防戦ではハガネを砲撃しダイテツに致命傷を負わせた。ホワイトスターでの決戦時にクロガネ・ヒリュウ隊に敗れ、自暴自棄になったリーがクロガネに特攻をかけたが、クロガネの艦首衝角で返り討ちに遭い轟沈した。
OGs
『OG2』と同様であるが轟沈はせず、大破後に何処かへと去った。
OG外伝
登場せず。スレイ・プレスティらが行方を追っている。
OGIN
シャドウミラーに寝返らず、連邦軍に所属したまま行動している。
第2次OG
登場せず。

## ハガネ
スペースノア級万能戦闘母艦の弐番艦。管理は地球圏防衛委員会が担当し、DC戦争では多大な貢献を果たした。艦首には小型化に至らなかった試作型の重金属粒子砲「トロニウム・バスターキャノン」を装備し、連邦軍の艦船の中でも最大級の火力を持つ。初代艦長はダイテツ・ミナセ中佐。ダイテツの戦死後は副長のテツヤ・オノデラ大尉が艦長代理として指揮し、後に正式な艦長に就任した。コールサインは「スティール2」。
他のスペースノア級同様、ほぼ上下対称のデザイン。艦体色は茶色・灰色系。艦橋の上部にメインブリッジ、その下方、艦橋付け根部分に第2ブリッジ、艦体下部にロアーブリッジを持つ。艦体上部にPT発艦用のカタパルトを2基、下部に戦闘機用カタパルトを2基、小型カタパルトを2基有する。また後部にはPTおよび戦闘機用の帰艦口を4基持つ。
『第3次α』においてタカヤノリコの部屋に本艦のポスターが貼ってある。またアルトアイゼン・ナハトやヒュッケバインらしき機体のフィギュアの横に、本艦のミニチュアも飾ってある。
『OGDP』にてシュテドニアスでは、艦首のトロニウム・バスターキャノンの2つの球体から「珠付き」と呼ばれている。
武装
対空機関砲 (Anti-Air Autocannon)
艦体各部に配置された機関砲。設定画では88mm表記。別名『AAWオート』。
艦首魚雷 (Torpedo)
艦首に装備。発射管数は4基。設定画では533mm表記。「1番」や「5番」と番号で呼称される事もあるが、一定していない。
ホーミングミサイル (Anti-Air Missile)
ブレード基部のVLSより発射されるミサイル。
連装副砲 (Sub Gun)
実体弾を発射する。砲塔数は艦体上部に2基、下部に4基の計6基12門。設定画では150mm表記。
連装衝撃砲 (Impact Cannon)
スペースノア級の主砲。ビーム砲を発射する。砲塔数は艦体上部に2基、下部に1基。主翼上部2基、下部に2基の計7基14門。設定画では406mm表記。
このほか、爆雷投射器、近接高機動ミサイルランチャーを4基、『DW』では20mm CIWSを装備している。
艦首モジュール
- トロニウム・バスターキャノン (Tronium Cannon)

搭載機
- R-1
- R-2
- R-3
- R-GUNパワード
- ビルトシュバイン
- ヒュッケバインMk-III・タイプL
- AMガンナー
- シュッツバルト
- アーマリオン
- グルンガスト
- 量産型ゲシュペンストMk-II
- リオン（予備機？）

### 劇中での活躍
OG
DC戦争ではアイドネウス島への強襲を敢行、PT部隊の母艦として活躍した。その後のL5戦役においてもヒリュウ改と共にオペレーションSRWの中核となった。ルートによっては最終決戦に参加しない（クロガネの項を参照）。
OG2
当初はトロニウム・バスターキャノンのモジュールが調整中のため、シロガネと同型のカタパルトモジュールを装備して登場。この形態をエイタは冗談めかして「シロハガネ」と称していた。中盤でバスターキャノン装備型になる。部隊の母艦として各地を転戦したが、オペレーション・プランタジネットにおいてシャドウミラーの攻撃を受け大破。クルーや搭載機をクロガネに移管し戦線離脱した。エンディングでは修復されている。
OGs（OG2.5）、OG外伝
バルトール事件において、テツヤを艦長として任務を遂行した。
OGIN
最初からトロニウム・バスターキャノンのモジュールを装備している。
第2次OG
鋼龍戦隊の一角として行動。アウテウルの策略により、グライエン大統領の乗った輸送機をオーバーブーストに巻き込んでしまう。

## クロガネ
スペースノア級万能戦闘母艦の参番艦。EOTI機関の管理下にあったため、DC蜂起に伴いその旗艦となった。艦首モジュールとして超大型回転衝角（対艦対岩盤エクスカリバードリル衝角）を装備しており、ブレイク・フィールドと併用することで異星人が保有する要塞のバリアや隔壁突破を行うほか、地中潜行をも可能としている。また、衝角本来の用途である敵艦への近接攻撃にも使用される。公式には存在しない艦として扱われているらしく、一時的に連邦軍が保管していたがレーツェルが預った後は何処かに秘匿されている模様。艦の経歴や乗員が非正規の存在・団体(大半が元DC関係者)の性格上、ワケありな人物や機体を預かることが多い。コールサインは「アイアン3」。
艦体の色は黒・赤系。砲塔やカタパルトの配置はハガネに準ずる。前述のように、艦首は巨大なドリル。ドリル先端部には5連プラズマビーム穿孔ヘッドを有しているが、『OG1』から『OG外伝』に至るまで使用されたことはない。艦体にみえる鋸状の部位は超高周波振動ブレードであり、ドリルの使用時には連動して刃が高速運動を行う。またブレードウイングのエッジも超高周波振動が可能。なお魚雷もドリル型をしている。
艦首モジュール
- 対艦対岩盤エクスカリバードリル衝角 (Titanic Drill)

搭載機
- ガーリオン・カスタム“トロンベ”
- ダイゼンガー
- アウセンザイター
- ラーズアングリフ（ラーズアングリフ・レイヴン）
- ランドグリーズ（ランドグリーズ・レイヴン）
- アシュセイヴァー
- ソウルゲイン
- エクサランス
- コンパチブルカイザー
- Gサンダーゲート

### 劇中での活躍
OG
当初はEOTI機関の管轄に置かれていたためDC決起と同時にその旗艦となり、エルザム指揮のもと転戦。後にハガネ・ヒリュウ隊を助け、L5戦役の終盤に艦首モジュールを喪失したハガネの代わりにダイテツが指揮する母艦となったこともある（リュウセイ編のみ）。エルザムの戦闘時台詞によると本艦も「トロンベ」であるらしい。
OG2
オペレーション・プランタジネットにおいてハガネが多大な損傷を被った際、シュウによってハガネ隊に引き合わされ代替の母艦となる。テツヤが艦長代理として指揮。エンディングではレーツェルやゼンガー達を乗せ何処かへと去った。
OVA
何処からともなく最後の戦いで駆けつけ、戦闘終了後は何処へともなく姿を消した。
OGクロニクル
Vol.3で元DC兵が操るバレリオン改のミサイル攻撃を受け、超大型回転衝角を破壊されている。
無限のフロンティアEXCEED（ドラマCD）
次元の扉を開いた謎のアメーバを撃墜するために登場。その後、パイロットが次元のかなたに消えたソウルゲインとコンパチブルカイザーおよびショウコ・アズマを回収した。
第2次OG
ラ・ギアスに召喚された鋼龍戦隊が不在の間、召喚されなかった面々の母艦として行動。艦長は元コロニー統合軍のクルトが務める。鋼龍戦隊の地上帰還後はイティイティ島の警備にあたっていた。

### ゲーム
- スーパーロボット大戦ORIGINAL GENERATION
- スーパーロボット大戦ORIGINAL GENERATION2
- スーパーロボット大戦OG ORIGINAL GENERATIONS
- スーパーロボット大戦OG外伝
- 第2次スーパーロボット大戦OG
- Super Robot Taisen Original Generation
- Super Robot Taisen Original Generation 2

### 書籍
- バンプレスト『Super Robot Wars Original Generation Official Book』2002年。（『OG1』購入特典）
- バンプレスト『SUPER ROBOT WARS ORIGINAL GENERATION 2 OFFICIAL BOOK』2005年。（『OG2』購入特典）
- バンプレスト『Super Robot Wars OG ORIGINAL GENERATIONS Official Perfect File』2007年。（『OGs』購入特典）